# Фесенко Катерина Олексіївна
Катери́на Олексі́ївна Фесе́нко (рос. Екатерина Алексеевна Фесенко; нар. 10 серпня 1958) — радянська та російська легкоатлетка, яка спеціалізувалася на бар'єрному бігу.
На внутрішніх радянських змаганнях представляла Краснодарський край (РРФСР).

## Спортивні досягнення
Чемпіонка світу з бігу на 400 метрів з бар'єрами (1983).
Фіналістка (7-е місце) змагань з бігу на 400 метрів з бар'єрами на чемпіонаті Європи (1982).
Чемпіонка Універсіади з бігу на 400 метрів з бар'єрами (1983).
Чемпіонка СРСР з бігу на 400 метрів з бар'єрами (1980). Срібна (1983) та бронзова (1982) призерка чемпіонату СРСР з бігу на 400 метрів з бар'єрами.
Чемпіонка СРСР (1980) та срібна призерка чемпіонату СРСР (1983) з естафетного бігу 4×400 метрів.

## Визнання
- Заслужений майстер спорту СРСР (1983)